# برونوو (استان اشوی‌داشکسیه)
برونوو (به لهستانی: Bronów) یک منطقهٔ مسکونی در لهستان است که در گمینا جاووشتسه واقع شده‌است.